# 胱抑素C
胱抑素C(cystatin C、cystatin 3、gamma trace、血清胱抑素C、半胱氨酸蛋白酶抑制劑、胱蛋白、後γ-球蛋白，或神經內分泌基本多肽)，是由CST3基因編碼的一種蛋白質，其分子量小(13000)由體內有核細胞恆定產生，能自由通過(濾過)腎小球，且腎小管上皮細胞不分泌亦不重吸收，主要用作腎功能的生物标记。最近，已經研究了其在預測新發或惡化的心血管疾病的作用。它也似乎涉及類澱粉蛋白(一種特定類型的蛋白沉積)的腦功能障礙，如阿兹海默病。在人類中，所有细胞與细胞核(含DNA的細胞芯)產生具有120個氨基酸肽之血清胱抑素C。它幾乎存在於所有的組織及體液中。它是一種溶酶体蛋白酶的酶抑制剂(來自於分解蛋白質的特定細胞亞單位的一種酶)，及可能是一種最重要的半胱氨酸蛋白酶(Cysteine protease)細胞外的(Extracellular)的抑製劑(經由的特定類型蛋白質降解酶、它可以防止細胞外蛋白質分解)。血清胱抑素C屬於基因家族2型胱抑素(Cystatin)。

## 醫學上的作用

### 腎的功能
腎小球濾過率(GFR)、腎臟健康標記物，最好是經由注入如菊粉、放射性同位素如51Cr-EDTA、125I-碘酞酸鹽、99mTc-DTPA(pentetic acid)或造影劑如碘海醇(iohexol)等化合物測定，但這些技術有些複雜、昂貴、耗時且具有潛在的副作用。肌酸酐是腎功能最廣泛使用的生物标记。這在檢測輕度腎功能損害是不準確的，並且檢測水平會因肌肉質量及蛋白質的攝入量而有所不同。公式如"克羅夫特-高爾特公式"及"腎病飲食改進(MDRD)公式"(參見腎功能)試著調整這些變量。
半胱氨酸蛋白酶抑製劑C具有低分子量(約13.3千道爾頓)，它是由血流在經由腎臟腎小球濾過而移除出來。如果腎功能和腎小球濾過率下降，胱抑素C血液水平升高。比起血清肌酸酐水平、血清胱抑素C的血清水平是腎功能(如腎小球濾過率、以GFR表示)的一個更精確的測試。這一發現主要是基於橫斷面研究(Cross-sectional study)(在一單一的時間點)。縱向研究(Longitudinal study)(隨時間的推移追踪血清胱抑素C)比較少；一些研究表明為有前景的成果。相比於肌酸酐、血清胱抑素C的水平較少依賴年齡、性別、種族及肌肉質量等參數。單獨的血清胱抑素C的測量還沒有被證明優於腎功能的調整估計公式。相對於之前的聲稱，血清胱抑素C已被發現受到身體組成的影響。據認為，胱抑素C可以預測發展中的慢性肾脏病之風險，從而標示出"臨床"腎功能不全的狀態。
研究還調查了胱抑素C作為腎功能藥物劑量調整的標誌。
血清胱抑素C水平據報導會因患者致癌、(甚至輕微的)甲狀腺功能障礙及一些糖皮質激素的療法但並非所有的情況而有所改變。其它的報告已經發現，其水平受到吸煙及C反應蛋白水平的影響。在感染艾滋病毒時水平似乎在增加，這可能會或可能不會反映實際的腎功能不全。在懷孕期間胱抑素C監測GFR的作用仍存在着爭議。如肌酸酐一樣，胱抑素C的消除經由除使腎臟增加GFR的惡化外的路徑。

### 死亡及心血管疾病
腎功能不全會增加死亡和心血管疾病的風險。
因為血清胱抑素C長期預後的結果已經出現可能比預期的GFR更強，已經假設血清胱抑素C也可能連接到獨立腎功能的一種死亡率方式。為符合自我管裡的基因特性，已經表明半血清胱抑素C可能由基础代谢率所影響。

### 神經系統疾病
這條件繼承了顯性(Dominance (genetics))的方式。
因為血清胱抑素C還結合β澱粉樣蛋白(Amyloid beta)並降低其聚集及沉積，它是阿兹海默病的潛在目標。據報導血清胱抑素C水平在阿兹海默病病患上顯得較高。
血清胱抑素C在多發性硬化症(Multiple sclerosis (MS))及其它脫髓鞘症(demyelinating disease)(其病徵在髓鞘神經鞘的病損)的作用仍有爭議。

### 其他功用
血清胱抑素C水平降低动脉粥样硬化(所謂的動脈硬化)及主動脈的動脈瘤(aneurysm)(囊狀膨出)病變。

## 實驗室測試
血清胱抑素C可使用免疫測定(immunoassay)法、如濁度計(nephelometer)或顆粒增強比濁法(turbidimetry)進行血清(其中的红血球和凝血因子已被去除之血液流體)的隨機樣本測定。
在眾多的人口裡因性別與年齡，而有不同的參考值。

## 分子生物學
血清胱抑素C超級家族包括包含多個胱抑素樣序列的蛋白質。
血清胱抑素C為一種非醣基化，鹼性蛋白質(等电点在pH9.3)。

## 歷史
血清胱抑素C最早於1961年在腎功能衰竭患者的尿液及腦脊液裡被描述為"γ-軌跡"連同其它的軌跡(例如β-軌跡)作為一種微量蛋白。格拉布(Grubb)與洛夫柏格(Löfberg)首次報導其氨基酸序列。他們注意到晚期腎功能衰竭病患增加。1985年由格拉布及其同事第一次提出作為腎小球濾過率的量測方法。
根據2012年7月5日新英格蘭醫學雜誌的一篇研究報告指出利用血清肌酸酐和胱抑素C被發現可以非常有效精確地反映GFR值。

## 外部連結
- Cystatin: a protein that flips out! QUite Interesting PDB Structure article at PDBe （页面存档备份，存于）
- The MEROPS online database for peptidases and their inhibitors: I25.004 （页面存档备份，存于）